# NGC 5682
NGC 5682 في الفهرس العام الجديد، هي مجرة، تقع في كوكبة العواء. اكتشفت في 13 أبريل 1850 بواسطة ويليام بارسونز.

## روابط خارجية
- NGC 5682 على موقع ويكي سكاي: DSS2, SDSS, GALEX, IRAS, Hydrogen α, X-Ray, Astrophoto, Sky Map, Articles and images